# Villanueva (Honduras)
Villanueva (uit het Spaans: "Nieuw dorp") is een gemeente (gemeentecode 0511) in het departement Cortés in Honduras.
Het eerste dorp werd gesticht op de plek die nu Llano Viejo heet, ten zuiden van de huidige hoofdplaats Villanueva. Het was gesticht door families uit Santa Bárbara. Op die plaats was het water echter schaars. Daarom werd de nieuwe plaats Villanueva gebouwd.
Het hoorde bij de gemeente San Manuel, die toen nog Tehuma heette. In 1871 werd het een zelfstandige gemeente.
De gemeente ligt in het Dal van Sula. De hoofdplaats ligt tussen de bergen Peñascal in het westen en Zopilocoy in het oosten. In de gemeente bevinden zich grotten met de naam El Perico. Deze grotten liggen in een natuurgebied.
In de gemeente wordt veel suikerriet verbouwd.

## Bevolking
De bevolking is als volgt verdeeld:
| Vrouwen | 83.669 | 51,8% |
| Mannen  | 77.940 | 48,2% |

## Dorpen
De gemeente bestaat uit twintig dorpen (aldea), waarvan de grootste qua inwoneraantal: Villanueva (code 051101), Campo Dos Caminos (051104), El Milagro (051107) en Pueblo Nuevo (051117).